# 酒税
酒税（しゅぜい）は、酒類に課される税である。現在（2022年時点）の日本においては、酒税法（昭和28年2月28日法律第6号）に基づいて課される国税である。消費税と同様に、間接税・流通税に分類される。
なお酒類の課税は世界各国でも行われるが、本項では日本における酒類への課税についての記述を行う。

## 現行制度の概要
酒税法でいう「酒類」とは、アルコール分1%以上の飲料とされ、薄めてアルコール分1%以上の飲料とすることができるもの（アルコール分が90％以上のアルコール（酒の原料のものを除く。）除かれる）又は、溶解してアルコール分1%以上の飲料とすることができる粉末状のものを含む。
アルコール分が90％以上のアルコールは、以前はアルコール専売の対象であり、現在はアルコール事業法（平成12年法律第36号)の対象である。
酒税の納税義務者は「酒類の製造者」もしくは「酒類を保税地域から引き取る者」であるが、消費税と同様に、実質的な税負担は消費者である。

### 酒類の分類
現行の酒税法上では酒類は、大分類として発泡性酒類、醸造酒類、蒸留酒類、混成酒類の4酒類に分けられ（第2条第2項）、さらに中分類としてビール、発泡酒、その他の発泡性酒類、清酒、果実酒、その他の醸造酒、連続式蒸留焼酎、単式蒸留焼酎、ウイスキー、ブランデー、原料用アルコール、スピリッツ、合成清酒、みりん、甘味果実酒、リキュール、粉末酒及び雑酒の17種類に分類される（第3条）。なお、従前は法令上、「焼酎」は「しようちゆう」「しょうちゅう」のように平仮名表記されていたが、所得税法等の一部を改正する等の法律（平成29年法律第4号）により漢字表記に改正されている。
酒類免許は品目別になっているため、例えばウイスキーの免許で、ブランデーを造ることはできない（第7条第1項）。

### 税率
税率は種類（一部更に品目別）に、設定されている。蒸留酒については、基本的にアルコール分1％当りの酒税が同じようになるようになっている。以前は担税力を考慮して、焼酎は低い税率、ウイスキー、ブランデーは従価税を含む高い税率であった。これがGATT（関税及び貿易に関する一般協定）違反であるとEC（現EU）やアメリカからの提訴及びパネル裁定により是正が求められ最終的に所得税法等の一部を改正する等の法律（平成18年法律第10号）による改正（2006年施行）で完全にアルコール分1％当りの酒税が同一になった。
一方で、発泡性酒類（ビール等）、醸造酒類（果実酒、清酒等）は、アルコール分にかかわらず定額である。税率設定を巡る議論については#税率をめぐる議論節を参照。

## 歴史

### 前近代
酒の醸造・販売に関する課税は、酒造業者（造り酒屋）が発生した中世に始まる。酒造業者に対する営業税としての性格を持ち、営業許可と一体であった。
鎌倉時代、朝廷が酒屋に対し、醸造用の壷を単位として「酒壷銭（壷銭）」を課した。室町時代、酒や麹の販売業者に対しては「酒役（酒屋役）」・「麹役」が課された（納銭方も参照）。
江戸幕府では、酒造統制のために当初は酒株制度を導入していた。1697年（元禄10年）、江戸幕府は運上金の一種として、酒の売価の3分の1を酒運上（酒家運上とも）として課すよう全国に布達した。これは酒価を引き上げて消費を抑制するためとされるが、酒に対する需要は減少せず、1709年（宝永6年）に廃止された。ただし私領（各藩領など）では、酒役銀、酒荷口金、冥加金などの名目で存続した。
明治維新の初期、新政府は1868年に旧来の免許石数の維持を命じるとともに冥加金として造酒100石ごとに金20両を課し、翌年には鑑札冥加として造酒100石ごとに金10両、毎年の冥加として同額（ただし濁酒は毎年7両に減額）を課した。

### 明治～昭和戦前期

#### 明治初年の制度変更
1871年（明治4年）、太政官布告「清酒濁酒醤油醸造鑑札収与並ニ収税方法規則」が出される。「最初の近代的酒税」とされるが、内容面では江戸時代の酒運上・酒冥加と大きく変わらないと評価される。この規則では、酒株と酒造統制を廃止し、代わりに免許料（清酒10両・濁酒5両）、免許税（稼人1人あたり清酒5両・濁酒1両2分）、醸造税（製酒代金に対して清酒5分・濁酒3分）を徴収した。
1875年（明治8年）2月、酒類税則が定められた。免許料を廃して醸造税を販売代金の1割とした。1878年には再び醸造税を造石高1石に対して清酒1円・濁酒30銭・白酒及び味醂2円・焼酎1円50銭・銘酒3円と改めた。

#### 酒造税則（1880年 - 1896年）
1880年（明治13年）9月、酒造税則が制定された。従来の税制を酒造免許税と酒造造石税（造石高1石に対して醸造酒2円・蒸留酒3円・再製酒4円）の2本立てとした。
このため、1881年（明治14年）には植木枝盛を中心に酒税の減税嘆願の運動（酒業者の大阪酒屋会議への招集）がおきている。

#### 酒造税法（1896年 - 1940年）
1896年（明治29年）、酒造税法が制定された。旧来の酒税免許税を新税である営業税に譲り、これを廃止して酒造造石税に一本化するとともに造石高1石に対して第1種（清酒・白酒・味醂）7円、第2種（濁酒）6円、第3種（焼酎・酒精）8円と定めて長く基本原則とした。
こうした度重なる制度改正と増税の背景には、酒類が多くの人にとって必需品であること、生産量が極めて多く明治初期の統計では日本で一番生産量の多い商工業製品であったこと、当時日本製の酒類が日本国外で飲まれることは皆無に近く輸出量も極僅かであったために貿易摩擦の心配がなかったことなどがあげられる。また、当時地主層出身議員が多かった帝国議会が自己の税負担に関わる地租の増徴には反対であったが、利害関係の乏しい酒造税の増徴には反対に回らなかったことも理由としてあげられる。
こうした事態に酒の醸造業者は強く反発して前述のごとく酒屋会議などを結成して抵抗したが、政府は濁酒を含む全ての自家用酒造を禁止（どぶろくを参照のこと）して醸造業者の保護を約束することで増税を受け入れさせた。事実、日露戦争が始まった1904年を皮切りに1905年、1908年、1918年、1920年、1925年と増税が続き、日中戦争が始まった1937年以後は毎年増税されることとなった。
酒造税は1899年に国税収入の35.5％をもたらし、地租（32.5％）を抜いて税源の第1位を占めるようになった。1902年には酒造税だけで全ての国税収入の実に42％を占めた。第一次世界大戦下の大戦景気の数年間を例外とし、1935年に所得税に抜かれるまで30年以上にわたって税収1位の地位を保持し続けたのである。
酒造税が重要な税源になったことは、日本の酒造業や日本酒にも大きな影響を与えた（矢部規矩治参照）。担税能力を高めることが求められた酒造業者は、醸造に関する科学的な知見を受け入れ（当時研究が進みつつあったものの、現場では敬遠される傾向にあった）、技術の改良に取り組むこととなった。政府も税源涵養のため、醸造技術の研究・普及・指導に目を向けた。1904年には大蔵省の機関として醸造試験所が設立され、醸造技術研究とともに酒造講習が行われ、また各地の税務監督局に配置された大蔵省技官が醸造業者への指導にあたった。

#### 日本酒以外の酒類への課税
1901年（明治34年）、酒精及酒精含有飲料税法（明治34年法律第8号）と麦酒税法（明治34年法律第12号）が制定された。前者でワインなどの果実酒についての課税を、後者はビールについての課税が定めるものであった。

### 旧酒税法（1940年 - 1953年）
1940年、これまで酒造税法の枠外に置かれて麦酒税法（明治34年3月30日法律第12号）の対象であったビールや酒精及酒精含有飲料税法（明治34年3月30日法律第8号）の対象であった工業用アルコールなどを全ての酒類を統括した「酒税法」（昭和15年3月29日法律第35号。旧酒税法）が施行される。
1944年には課税基準が造石高から庫出高に変更された。
第二次世界大戦後も、酒造税は主要税のひとつであり、1950年に国税収入の18.5％を占めた。

### 現行酒税法
1953年に、旧酒税法が全部改正され、現行の酒税法（昭和28年法律第6号）が施行された。
国税収入における酒税の割合は、1970年7.9％、1980年に5.0％、1990年に3.1％と低下を続け、税収額も1988年の2兆2021億円をピークとして、2020年代の現在ではほぼ半減している。2020年度（令和2年度）の酒税収入額は1兆1430億円で、国税収入の2.0％であった。
1980年代・1990年代には貿易自由化の進展にともなう税制改革が行われた。税率は種類・品目別に細かく設定されてしばしば増減が行われており、清酒消費の低迷した平成期以後は、ビールに対する増税が繰り返された。これに対して、ビールメーカーは「発泡酒」「第三のビール」の開発を進めた。

#### 1953年～1970年代
戦後長らく、酒税は原則として従量税であり、清酒特級やウイスキー類などの高価格酒には従価税が適用されていた。なお、1975年には課税対象となる酒類数量がビール（63％）・清酒（28％）と約90％を占めていた。

#### 1980年代～1990年代
1980年代に、ヨーロッパ諸国が日本の酒税を貿易障壁として指摘し、GATT（関税及び貿易に関する一般協定）が改善を求める事態となった。1989年の酒税法改正で、従価税と清酒・ウイスキーの級別制度を廃止し、ウイスキーなどの税率を下げた。
1994年には、ビールの増税に対し、ビール会社が麦芽使用率を規定以下に抑えた「発泡酒」を開発した。
1996年には、世界貿易機関（WTO）から焼酎とウイスキーの酒税格差を是正することが勧告された。これにより、ウイスキーの税率を下げ、焼酎の税率を上げた。

#### 21世紀
2003年の発泡酒増税時には、麦芽を使わずにエンドウ豆などでつくった「第三のビール」の開発を行った
2006年には、日本の酒税制度（10種類に分類していた）が複雑との批判を受けて、以下の4種類に簡素化した。
- 発泡性酒類：ビールなど
- 醸造酒類：日本酒・ワインなど
- 蒸留酒類：焼酎・ウイスキーなど
- 混成酒類

2017年改正では、「ビール」「発泡酒」「第三のビール」で異なる税率を段階的に平準化させる措置が取られた、海外に販路を拡大する目的で訪日外国人に国内の酒蔵やワイナリーで酒税免税制度を導入した。

## 税率をめぐる議論
2017年の改正が完全実施される2026年の水準で比較しても、発泡性酒類が1キロリットルあたり、155,000円と醸造酒類の1キロリットルあたり、100,000円に比べて高いことと、アルコール分が、清酒や果実酒がビールより高いため、アルコール分1％当りの酒税を比較すると、発泡性酒類（ビール系飲料）の税率が、醸造学的には、ビールと同じ醸造酒である清酒、ワインの4倍から5倍になっている。また、蒸留酒のウイスキー、焼酎の税率に対しても3倍程度になっている。
| 西暦                    | 西暦                    | 2023年        | 2023年        | 2026年        | 2026年        |
| 種類 （アルコール分％） | 種類 （アルコール分％） | 酒税 相対税率 | 酒税 相対税率 | 酒税 相対税率 | 酒税 相対税率 |
| ----------------------- | ----------------------- | ------------- | ------------- | ------------- | ------------- |
| ビール                  | 5                       | 181,000       | 100           | 155,000       | 100           |
| 発泡酒                  | 5                       | 134,250       | 74            | 155,000       | 100           |
| 新ジャンル              | 5                       | 134,250       | 74            | 155,000       | 100           |
| 清酒                    | 15                      | 100,000       | 18            | 100,000       | 22            |
| 果実酒                  | 12                      | 100,000       | 23            | 100,000       | 27            |
| チューハイ              | 5                       | 80,000        | 44            | 100,000       | 65            |
| ウイスキー              | 40                      | 400,000       | 28            | 400,000       | 32            |
| 焼酎                    | 25                      | 250,000       | 28            | 250,000       | 32            |

上記の通り、ビールの酒税がアルコール分の割りに突出して高く設定されており、国民の健康を考える上ではビールを始めとした低アルコール飲料の酒税をもっと優遇すべきではないかとの意見が根強い。また、その偏った税制のため、発泡酒や第三のビールといったカテゴリが生まれている。

## 税収の推移
年間税収は、一貫して減少傾向である。
額で見ると自動車重量税収や、たばこ税収よりも減少は急ピッチである。
財務省の統計を参照（単位:100万円。単位未満切捨て）。決算ベース。
- 令和4年度  1,187,565
- 令和3年度  1,132,125
- 令和2年度  1,133,617
- 令和元年度 1,247,287
- 平成30年度 1,275,127
- 平成29年度 1,304,098
- 平成28年度 1,319,504
- 平成27年度 1,338,006
- 平成26年度 1,327,564
- 平成25年度 1,370,852
- 平成24年度 1,349,638
- 平成23年度 1,369,318
- 平成22年度 1,389,290
- 平成21年度 1,416,756
- 平成20年度 1,461,367
- 平成19年度 1,524,183
- 平成18年度 1,547,296
- 平成17年度 1,585,338
- 平成16年度 1,659,860
- 平成15年度 1,659,860
- 平成14年度 1,684,183
- 平成13年度 1,680,396
- 平成12年度 1,765,363
- 平成11年度 1,816,440
- 平成10年度 1,871,735
- 平成9年度  1,898,294
- 平成8年度  1,961,868